# Joe Enook
Joe Enook est un homme politique canadien né en 1957 et mort le 29 mars 2019.

## Biographie
Joe Enook est élu député qui représente la circonscription de Tunnuniq à l'Assemblée législative du Nunavut lors de l'élection partielle du 12 septembre 2011